# Lorenzo Fernández de Salazar
Lorenzo Fernández de Salazar (fallecido en Toledo el 4 de julio de 1643) fue un arquitecto español, maestro mayor de las obras del Alcázar, de la Catedral y de la ciudad de Toledo en la plaza vacante por muerte de Jorge Manuel Theotocópuli en 1631. 

## Obra
Con un estilo clasicista, deudor de lo hecho en Toledo por Nicolás de Vergara el Mozo y Juan Bautista Monegro, proporcionó las trazas de la capilla de Nuestra Señora del Buen Suceso, en la parroquia de la Magdalena, con planta de cruz griega y alzado convencional. Elementos de un clasicismo retardatario se advierten también en el proyecto de galería alta para la Puerta del Perdón del templo catedralicio, con elementos herrerianos, como los que se encuentran en la iglesia del convento de la Concepción Benedictina, de 1633, y en las trazas para el Ochavo de la catedral, presentadas en 1639, proyecto que quedó inacabado a su muerte.
Como maestro de obras de la ciudad se hizo cargo entre 1632 y 1633 de las obras de la nueva casa de comedias que se quería «tan lúcida y de tan linda fábrica con mayor adorno y execución que la que antes avía y de las mexores que el reino tiene».
Suyas son también las trazas del túmulo funerario alzado en la catedral de Toledo con ocasión de las honras fúnebres por el cardenal-infante, minuciosamente descrito por José González Varela en Pyra religiosa (...) a las cenizas del Smo. Cardenal Infante D. Fernando de Austria. La relación, impresa en Madrid por Diego Díaz de la Carrera, 1642, incorporaba una estampa en páginas interiores grabada por Juan de Noort sobre dibujo del propio Lorenzo Fernández del complejo túmulo funerario, en el que todavía son manifiestos los elementos clasicistas.